# Howard Ashman
Howard Elliott Ashman (17 tháng 5 năm 1950 – 14 tháng 3 năm 1991) là một nhà biên kịch và nhà viết lời bài hát người Mỹ. Ashman ban đầu theo học ở Đại học Boston và Cao đẳng Goddard (và cũng từng lưu lại ở Nhà hát mùa hè của Đại học Tufts) rồi sau đó học bằng cử nhân ở Đại học Indiana năm 1974. Ông đã cộng tác với Alan Menken trong một số bộ phim, đáng chú ý nhất là các phim hoạt hình của Disney, Ashman viết lời còn Menken soạn nhạc. Ông cũng được biết đến với vai trò người viết lời của "Codinome Beija-Flor" và "O Tempo Não Para", hai trong số những bản hit lớn nhất của ca sĩ nhạc rock người Brazil Cazuza, người cũng đã qua đời vì AIDS, 9 tháng trước ông, vào năm 1990.

## Cuộc đời và sự nghiệp
Ashman sinh ra ở Baltimore, Maryland, là con trai của Shirley Thelma (née Glass) và Raymond Albert Ashman, một nhà sản xuất kem ốc quế. Sau khi tốt nghiệp ở Indiana vào năm 1974, ông dành hai năm làm công việc tình nguyện ở Tổ chức Hoà bình Mỹ (tiếng Anh: Peace Corps) tại Burkina Faso, một trải nghiệm mà nhiều người tin rằng đã góp phần định hình cho công việc sau này của ông. Khi trở về, ông trở thành đạo diễn nghệ thuật của nhà hát WPA ở New York. Hai vở kịch đầu tiên của ông, Cause Maggie's Afraid of the Dark và Dreamstuff, được đón nhận với nhiều ý kiến trái chiều. Vở kịch The Confirmation của ông được sản xuất năm 1977 tại nhà hát Princeton's McCarter với vai chính do Herschel Bernardi đảm nhiệm. Lần đầu tiên ông làm việc với Alan Menken là một vở nhạc kịch năm 1979 chuyển thể từ truyện God Bless You, Mr. Rosewater của Kurt Vonnegut. Họ cũng đã cộng tác trong vở Little Shop of Horrors trong đó Ashman là đạo diễn, người viết lời bài hát, và người viết lời nhạc kịch, giành giải Drama Desk Award for Outstanding Lyrics.
Ashman còn là đạo diễn, người viết lời bài hát và người viết sách cho vở nhạc kịch Broadway năm 1986 Smile (phần âm nhạc của Marvin Hamlisch). Cũng trong năm 1986, Ashman viết kịch bản cho bộ phim chuyển thể từ vở nhạc kịch của ông do Frank Oz làm đạo diễn Little Shop of Horrors, đồng thời đóng góp phần lời cho hai bài hát mới, "Some Fun Now" và "Mean Green Mother From Outer Space," và bài hát thứ hai sau đó đã nhận được một đề cử giải Oscar.
Năm 1986, Ashman tham gia viết lời cho một bài hát trong phim Oliver & Company của Disney. Cùng lúc đó, ông được thông báo về một dự án khác mà công ty đã phát triển trong vài năm. Bộ phim đó là Nàng tiên cá, câu chuyện cổ tích đầu tiên của Disney trong suốt 30 năm. Ashman, cùng với Menken, viết toàn bộ các bài hát cho phim. Ashman trở thành người thúc đẩy, truyền động lực cho Disney. Ông tổ chức nhiều buổi nói chuyện và nói rằng hoạt hình và phong cách nhạc kịch sinh ra để dành cho nhau, và đó là lý do vì sao Disney nên tiếp tục sản xuất thêm nhiều bộ phim hoạt hình nhạc kịch nữa. Ông cũng có những quyết định táo bạo trong việc lựa chọn các diễn viên với nền tảng công việc ở nhà hát nhạc kịch và diễn xuất vững chắc. Nàng tiên cá được phát hành vào tháng 11 năm 1989 và đã thành công vang dội. Ashman và Menken nhận được hai đề cử Giải Quả cầu vàng và ba đề cử Giải Oscar với hai trong số đó thuộc về các bài hát "Kiss The Girl" và "Under The Sea", và "Under the Sea" đã mang về cho Ashman cả hai giải thưởng này. Ashman và Menken tiếp tục làm việc cùng Disney trong dự án tiếp theo Người đẹp và quái thú. Cùng thời điểm này, họ bắt đầu viết các bài hát cho một dự án do chính Ashman đề xuất, Aladdin.
Cùng với Menken, Ashman là người đồng nhận giải của hai giải Grammy, hai giải Quả cầu vàng và hai giải Oscar. Ông cũng là một người đồng tính, và bạn đời của ông tên là William P. "Bill" Lauch.

## Bệnh tật và qua đời
Trong đêm diễn ra lễ trao giải Oscar, Ashman nói với Menken rằng ông có chuyện quan trọng cần nói khi họ quay trở lại New York, và ở đó ông đã tiết lộ với Menken rằng ông phản ứng dương tính với HIV. Ông đã được chẩn đoán vào năm 1988. Trong khi sản xuất phim Người đẹp và quái thú, các họa sĩ hoạt hình của Disney được yêu cầu đến làm việc cùng Ashman và Menken ở New York, nhưng không ai cho họ biết vì sao họ được cử đi làm ở đó. Nhiều họa sĩ nghĩ rằng đó là bởi vì ông là một nhân vật quan trọng, nhưng sau đó họ đã được biết rằng ông đang bị bệnh nặng. Ông yếu dần, nhưng vẫn làm việc được tốt và tiếp tục viết các bài hát mới.
Vào ngày 10 tháng 3 năm 1991, các họa sĩ hoạt hình của Disney lần đầu tiên chiếu phim Người đẹp và quái thú và đó là một thành công rất lớn. Sau đó, họ tới thăm Howard trong bệnh viện. Ông chỉ còn nặng 80 pounds (khoảng 36,3 kg), không còn nhìn được và chỉ nói được chút ít. Mẹ ông cho các họa sĩ xem ông vẫn đang mặc một chiếc áo thể thao có hình của Người đẹp và quái thú. Các họa sĩ nói với ông rằng bộ phim được báo chí đón nhận vô cùng nồng nhiệt một cách đáng ngạc nhiên và miêu tả tỉ mỉ cho ông nghe mọi thứ đã diễn ra như thế nào. Ông gật đầu vẻ hài lòng khi nghe tin đó. Khi mọi người đang nói lời tạm biệt, nhà sản xuất Don Hahn ngả người về phía Howard và nói, "Người đẹp và quái thú sẽ là một thành công lớn đây. Ai là người đã nghĩ ra nó?", và Ashman trả lời rằng "Đó là tôi." Bốn ngày sau, vào ngày 14 tháng 3, Ashman qua đời do biến chứng của bệnh AIDS ở tuổi 40 tại New York. Phim Người đẹp và quái thú được đề tặng tới ông: "Gửi tới người bạn Howard của chúng tôi, người đã cho nàng tiên cá giọng hát và cho quái thú một tâm hồn, chúng tôi sẽ mãi mãi biết ơn. Howard Ashman 1950–1991."
Những người đã chăm sóc Ashman gồm có người bạn đời Bill Lauch, chị gái Sarah Ashman-Gillespie, và mẹ ông, bà Shirley Gershman.

## Giải thưởng và sự vinh danh
Beauty and the Beast được phát hành vào tháng 11 năm 1991, tám tháng sau khi Ashman qua đời, và đó là một thành công vang dội, cả về doanh thu và trong giới phê bình. Bộ phim nhận được bốn đề cử cho giải Quả cầu vàng và giành được ba (bao gồm giải Phim xuất sắc nhất, đưa bộ phim trở thành phim hoạt hình đầu tiên nhận được giải này) và sáu đề cử giải Oscar (trong đó có giải Phim xuất sắc nhất) và đã giành được hai. Sau khi ông mất, Ashman đã được đề cử hai giải Quả cầu vàng ("Beauty and the Beast", "Be Our Guest") và ba giải Oscar ("Beauty and the Beast", "Be Our Guest", "Belle"). Ông nhận được cả giải Quả cầu vàng và giải Oscar cho bài hát "Beauty and the Beast". Giải Oscar thứ hai của ông năm 1992 do bạn đời của ông, Bill Lauch, nhận thay.
Ashman và Menken cũng đã viết mười một bài hát dự định dùng cho bộ phim Aladdin. Họ cũng đã lên ý tưởng cho một bài hát trong phân cảnh hai nhân vật chính cưỡi thảm thần, nhưng Ashman đã qua đời trước khi ý tưởng về bài hát đó trở thành sự thật. Sau này, Menken đã viết một số bài hát mới cùng với Tim Rice. Tuy nhiên, "Arabian Nights," "Friend Like Me" và "Prince Ali" là ba bài hát duy nhất Ashman viết được đưa vào phim thành phẩm. Aladdin cũng là một thành vô cùng lớn về chuyên môn và doanh thu. Ashman một lần nữa, sau khi ông mất, được đề cử cho hai giải Quả cầu vàng ("Friend Like Me", "Prince Ali") và một giải Oscar ("Friend Like Me"). Rice đã nhắc đến Ashman và tưởng nhớ tới ông khi nhận Giải Oscar cho ca khúc trong phim hay nhất với bài hát "A Whole New World" vào ngày 29 tháng 3 năm 1993.
Ashman được truy tặng danh hiệu Huyền thoại Disney vào năm 2001. Trong phiên bản DVD đặc biệt năm 2001 của Người đẹp và quái thú, các họa sĩ hoạt hình của Disney đã một lần nữa tụ họp lại và thêm một bài hát nữa với tên gọi "Human Again", do Ashman và Menken trước đã viết cho phim nhưng bị cắt khỏi phim thành phẩm năm 1991. Trên đĩa 2, có một bộ phim tài liệu ngắn với tên gọi Howard Ashman: In Memoriam (Tưởng nhớ tới Howard Ashman) với sự tham gia của rất nhiều người đã từng làm việc với dự án Người đẹp và quái thú, họ kể lại Howard đã tham gia và đóng góp cho phim thế nào, và sự ra đi của ông thực sự là một tổn thất cho họ ra sao.
Jeffrey Katzenberg nói rằng có hai thiên thần luôn dõi theo họ và mang đến phép màu cho từng bộ phim họ làm. Hai thiên thần ấy là Howard và Walt Disney. 
Một album Ashman biểu diễn chính những tác phẩm của mình với tựa đề Howard Sings Ashman được phát hành vào ngày 11 tháng 11 năm 2008 bởi PS Classics dưới dạng một phần của "Songwriter Series" của Thư viện Quốc hội.
Bộ phim tài liệu năm 2010, Waking Sleeping Beauty, nói về thời kỳ phục hưng hoạt hình của Disney, được đề tặng tới ông, cùng với Frank Wells, Joe Ranft, và Roy E. Disney.

## Các tác phẩm nổi tiếng nhất
- The Confirmation (1977) (nhà viết kịch)
- God Bless You, Mr. Rosewater (1979) (nhà viết lời bài hát, nhà viết lời nhạc kịch và đạo diễn)
- Little Shop of Horrors (1982) (nhà viết lời bài hát, nhà viết lời nhạc kịch và đạo diễn)
- Smile (1986) (nhà viết lời bài hát, nhà viết lời nhạc kịch và đạo diễn)
- Little Shop of Horrors (1986) (người viết lời bài hát và nhà biên kịch)
- Oliver & Company (1988) (nhà viết lời bài hát cho "Once Upon A Time In New York City")
- Nàng tiên cá (1989) (nhà viết lời bài hát, nhà đồng sản xuất, nhà viết kịch {lời đối thoại bổ sung })
- Cartoon All-Stars to the Rescue (1990) (người viết lời bài hát cho "Wonderful Way To Say No")
- Người đẹp và quái thú (1991) (người viết lời bài hát, giám đốc sản xuất) (được đề tặng)
- Aladdin (1992) (người viết lời bài hát cho các ca khúc "Arabian Nights", "Friend Like Me", và "Prince Ali").